# 7065 Fredschaaf
7065 Fredschaaf este o planetă minoră (asteroid), cu un diametru de 15,986 km, din centura de asteroizi. A fost descoperită pe 2 august 1992 la Observatorul Palomar de Henry E. Holt. 
Obiectul prezintă o orbită caracterizată de o semiaxă mare de 2,7769687 UAi, o excentricitate de 0,04, o înclinație de 7,53412 ° în raport cu ecliptica.